# Parco Nazionale del Gran Paradiso

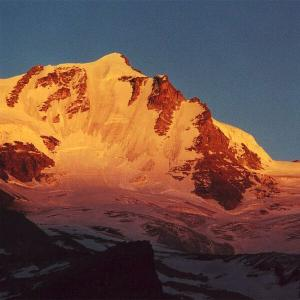
Szczyt Gran Paradiso o zachodzie słońca

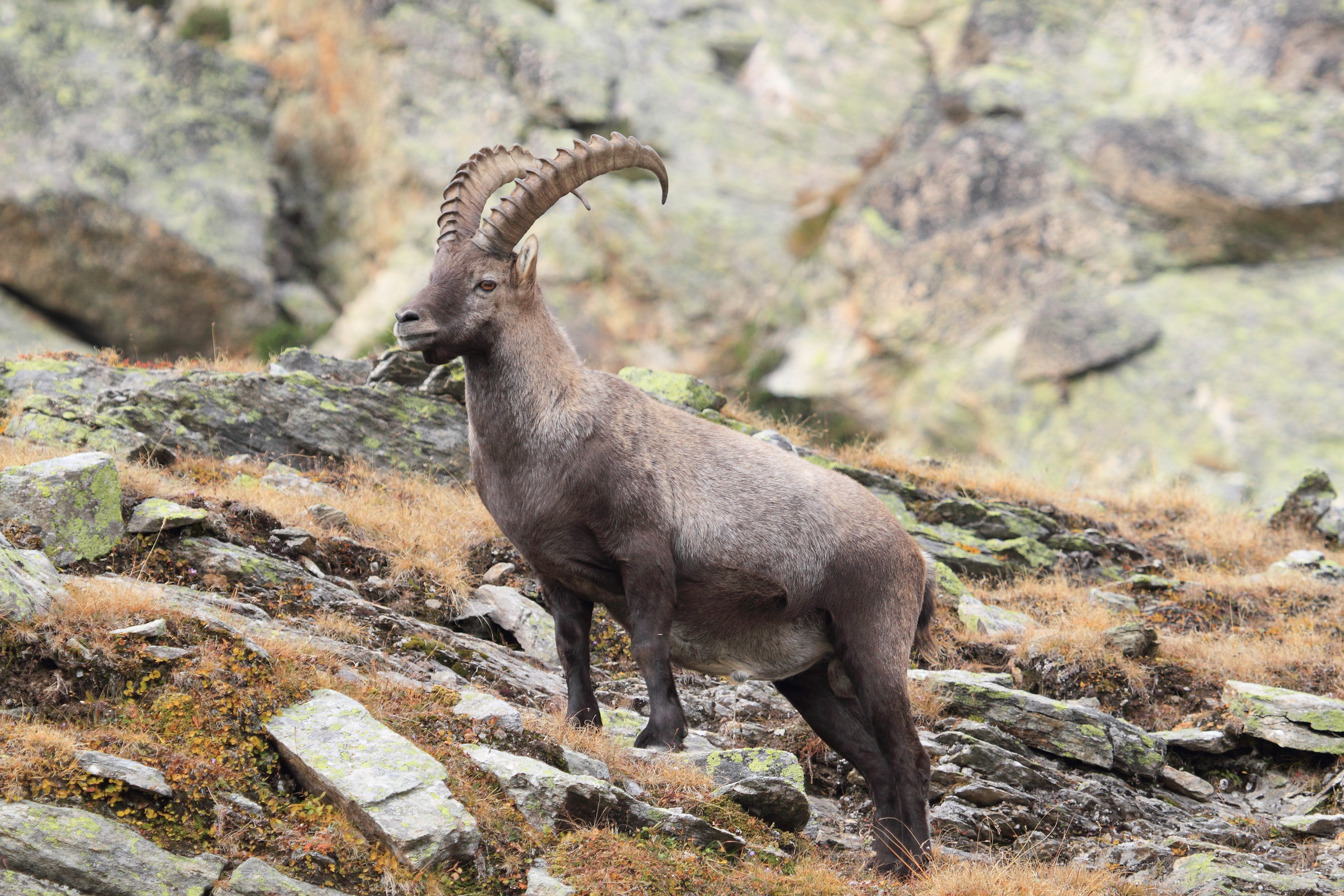
Koziorożec alpejski

Parco Nazionale del Gran Paradiso – park narodowy położony wśród pasm górskich północno-zachodnich Włoch, wraz ze szczytem Gran Paradiso, graniczący z francuskim parkiem narodowym Parc national de la Vanoise. Jego widowiskową scenerię tworzą góry (najwyższy szczyt, Gran Paradiso, liczy 4061 m n.p.m.), lodowce oraz lasy pełne srebrzystych jodeł, sosen i modrzewi. W czerwcu na wysoko położonych łąkach zakwitają szarotki, fiołki, skalnice, dzwonki i rozchodniki, tworząc wielobarwny dywan przyciągający różne motyle. Rośnie tu również arnika górska i różanecznik. Dzikie koziorożce alpejskie, będące zarazem symbolem parku, jak i kozice występują tu w tak ogromnych ilościach, że ich populacje trzeba sztucznie kontrolować. Spośród mniejszych ssaków zamieszkujących park występują tu zające, lisy, borsuki, wydry, gronostaje, kuny, świstaki i łasice. Żyją tu również liczne gatunki ptaków, w tym orły przednie, dzięcioły, zięby alpejskie, pardwy i głuszce.
Do PNGP należy także położone na powierzchni 1 ha alpinarium Giardino alpino Paradisia.

## Historia
W początkach XIX wieku, w wyniku polowań – po części dla sportu, a po części w związku z zapotrzebowaniem na niektóre części ciała, które miały jakoby właściwości lecznicze – koziorożce alpejskie zostały wytrzebione, a ocalało jedynie liczące około 60 osobników w rejonie masywu Gran Paradiso. Oprócz zastosowań pseudomedycznych, koziorożce zabijano dla niewielkich kostek w kształcie krzyża, które miały – jako talizmany – chronić posiadaczy od nagłej śmierci. W związku z alarmującymi doniesieniami o kurczeniu się populacji tych zwierząt, Wiktor Emanuel II, który wkrótce miał zostać królem Włoch, ogłosił w roku 1856 obszar Gran Paradiso Królewską Rezerwą Myśliwską. Powołano służbę ochronną. Powstałe wówczas ścieżki stanowią do dzisiaj część 724 kilometrów znakowanych szlaków pieszych i mułowych.
W roku 1920 wnuk Wiktora Emanuela II, król Wiktor Emanuel III podarował państwu 21 km², na którym to obszarze w roku 1922 założony został park, pierwszy włoski park narodowy. Dzięki strażnikom królewskim populacja koziorożców wzrosła do tego czasu do 4000 sztuk. Gdy strażników zabrakło, a zarząd parku nie był w stanie zabezpieczyć stada, zaczęło się kłusownictwo. Dopiero w roku 1945, gdy zostało już tylko 419 koziorożców, zapewniono im właściwą ochronę. Dzisiaj jest ich ponownie około 4000.

## Geografia
Park znajduje się w Alpach Graickich w regionach Piemont i Dolina Aosty w północno-zachodnich Włoszech. Obejmuje 703 km² terenów górskich. 10% terenu pokrywają góry, 16.5% zajmują uprawy i pastwiska, 24% to nieużytki, a 40% sklasyfikowano jako jałowe. 9.5% powierzchni zajmuje 57 lodowców.
Najwyższy szczyt sięga 4061 m n.p.m., a średnia wysokość parku wynosi 2000 m n.p.m. Doliny są zalesione, a powyżej granicy lasów rozciągają się hale alpejskie. Nad nimi znajdują się już tylko lodowce i skaliste szczyty gór. Szczyt Gran Paradiso jest jedyną górą o wysokości ponad 4000 metrów leżącą całkowicie na obszarze Włoch. Roztacza się z niego szeroka, dookolna panorama, m.in. doskonale widać stąd Mont Blanc i Matterhorn. Zdobywcą Gran Paradiso był – w roku 1860 – John Cowell. Od zachodu park graniczy z francuskim Parc national de la Vanoise. Oba parki razem stanowią największy obszar chroniony w Europie Zachodniej. Zarządy obydwu współpracują ze sobą m.in. w zakresie kontroli populacji koziorożców, których stada sezonowo migrują przez granicę.